# Anton Wilhelm Arppe
Anton Wilhelm Arppe (né le 31 mai 1789 à Kitee – décédé le 29 mai 1862 à Helsinki) est un architecte finlandais

## Biographie
En 1806–1810, Anton Arppe étudie à l'Académie royale des arts de Suède et en 1809–1810 il est conducteur de travaux supplémentaire à la direction des bâtiments à Stockholm.
Le 11 décembre 1810, il est nommé conducteur de travaux à la Direction des bâtiments de Finlande créée après la Guerre de Finlande.
Avec Charles Bassi, Anton Arppe doit gérer les réparations d'après guerre et la conception de nombreux nouveaux bâtiments publics.
La reconstruction d'Helsinki a conduit à la création d'un nouvel organisme dont la direction est confiée à Johan Albrecht Ehrenström.
Anton Arppe travaille encore à la Direction des bâtiments de Finlande quand elle est dirigée par Carl Ludvig Engel et Ernst Lohrmann.
Il quitte la direction le 12 septembre 1844.

## Ouvrages
- 1811, Église d'Ylitornio (clocher)
- 1813, Église de Somerniemi
- 1815, Église de Kalajoki (clocher)
- 1817, Église de Karunki
- 1818, Église de Eno
- 1818, Église de Kolarinsaari
- 1820, Église de Reisjärvi
- 1821, Ancienne église de Jämsä
- 1824, Église de Kirkkonummi (clocher)
- 1826, Église de Liminka (avec Anders Fredrik Granstedt)
- 1831, Église de Suodenniemi
- 1835, Église de Laukaa (avec Carl Ludvig Engel)
- 1838, Magasin de la couronne à Tampere (avec Carl Ludvig Engel)

## Galerie

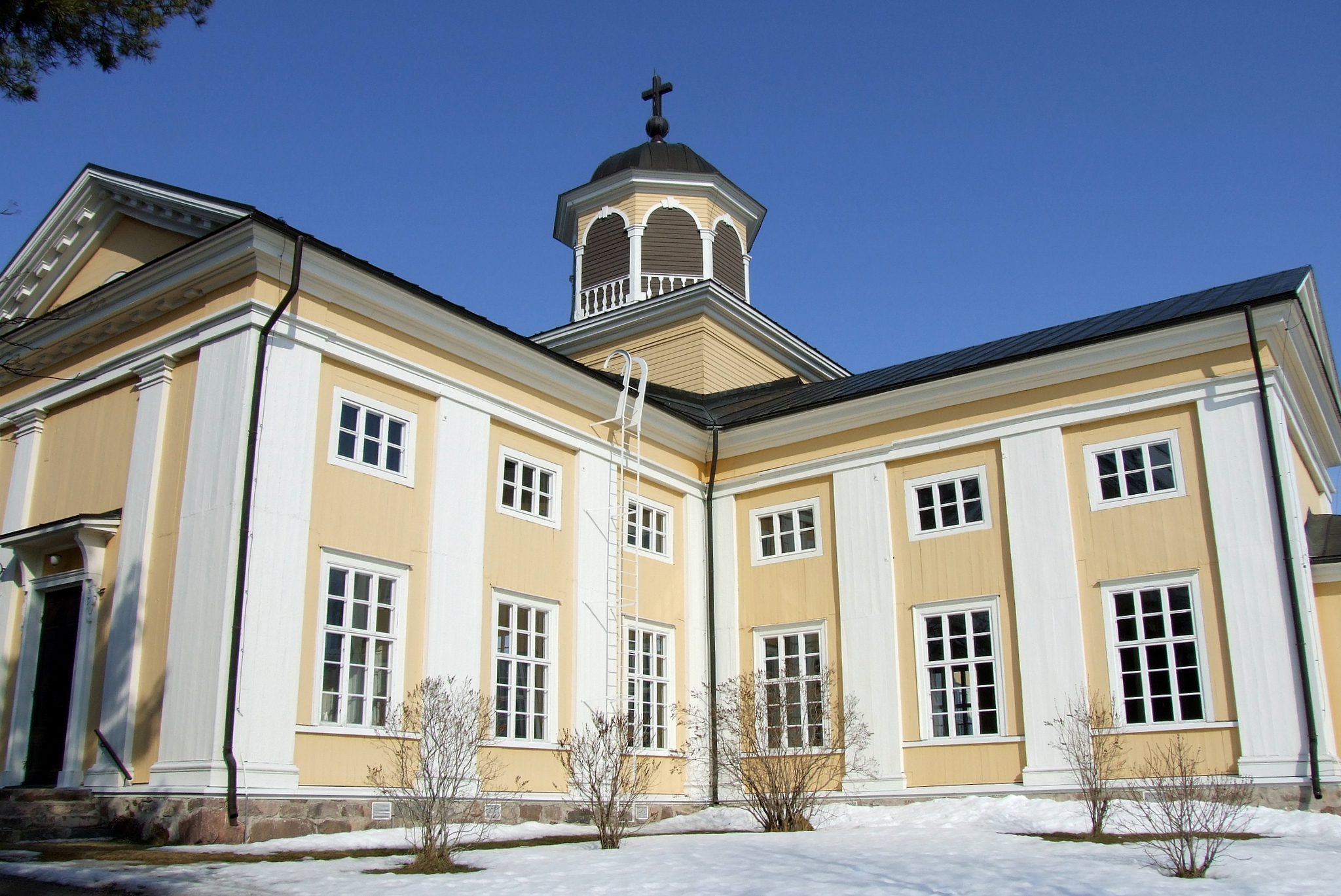
Église de Liminka
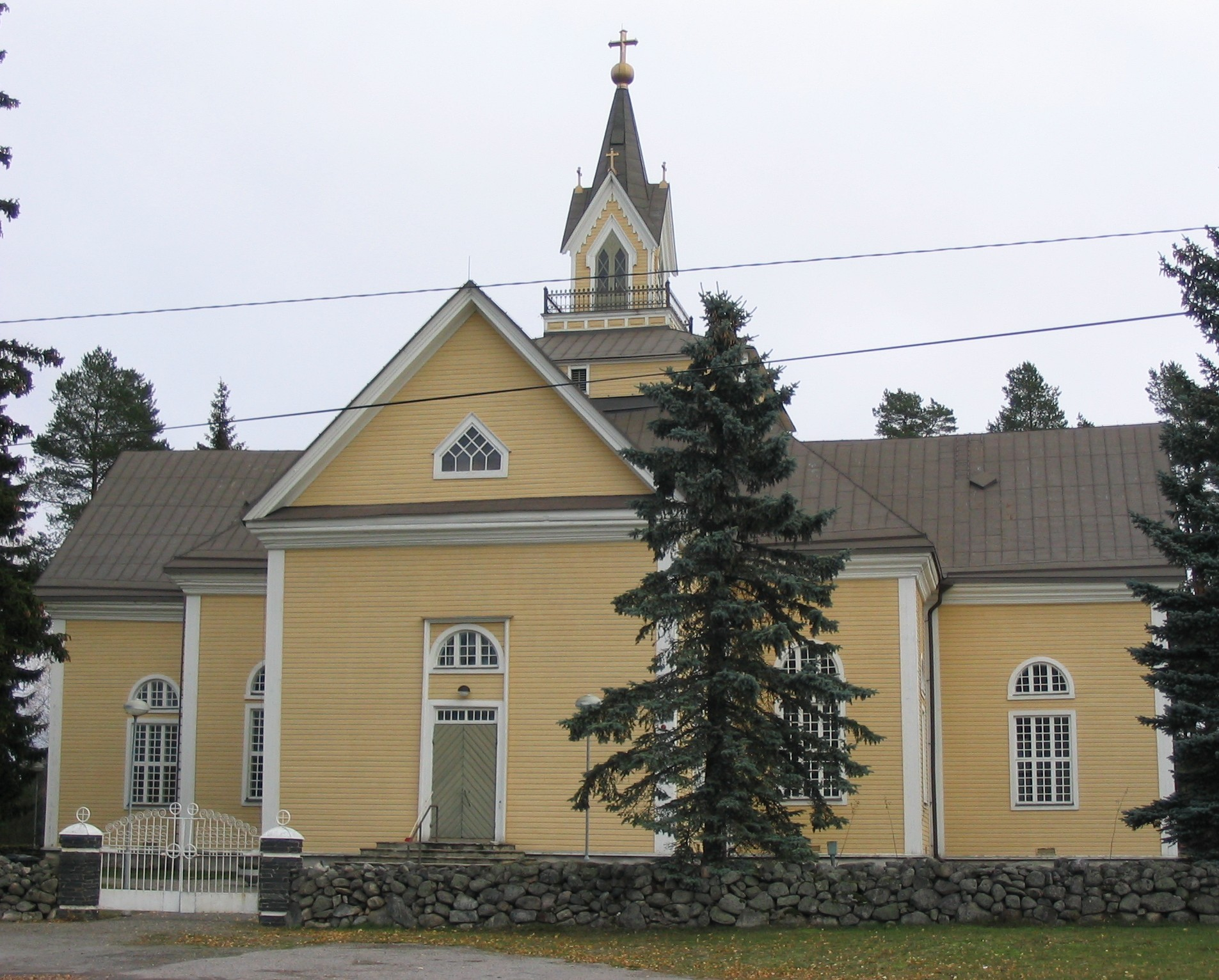
Église de Eno
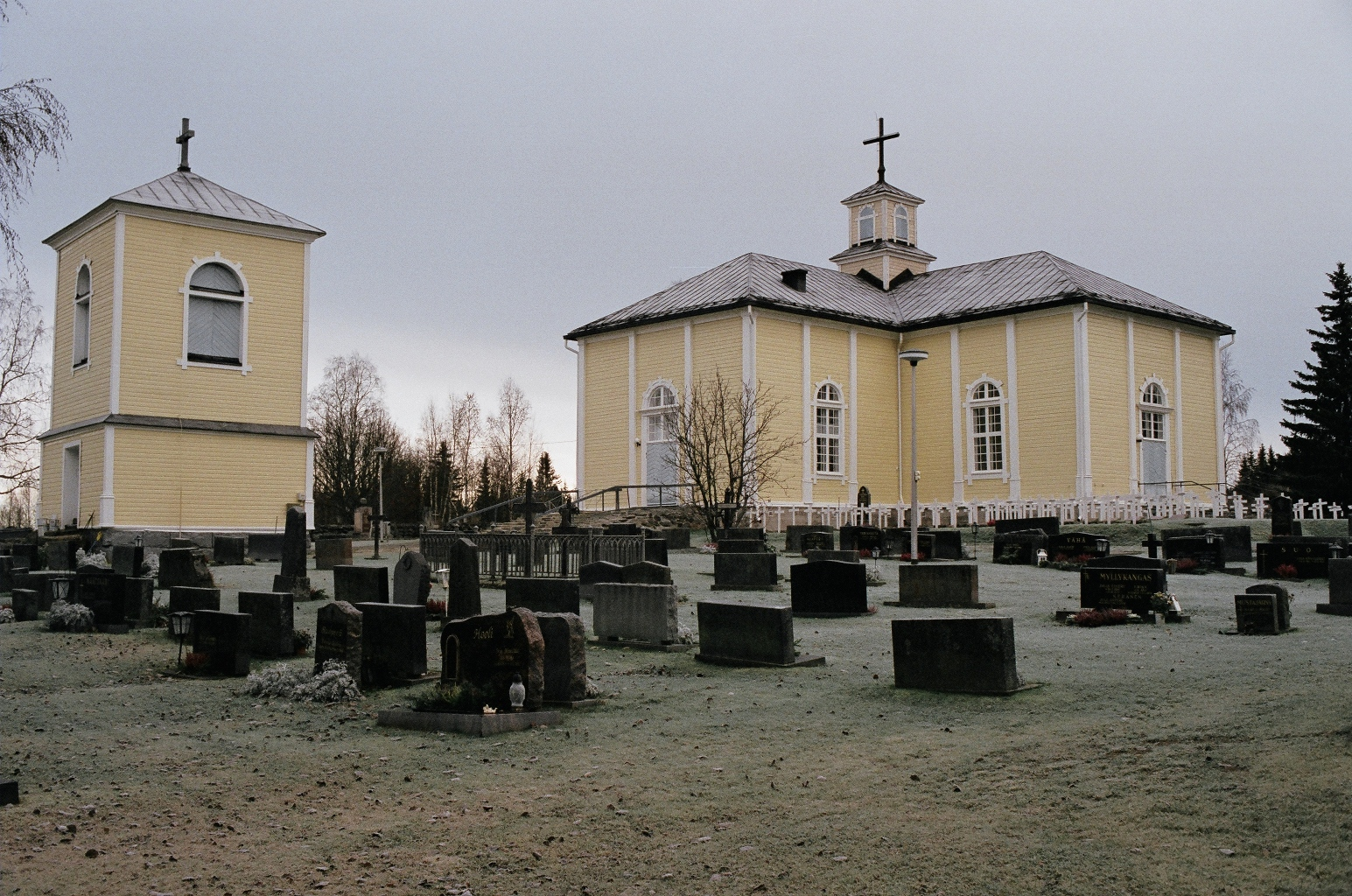
Église de Karunki
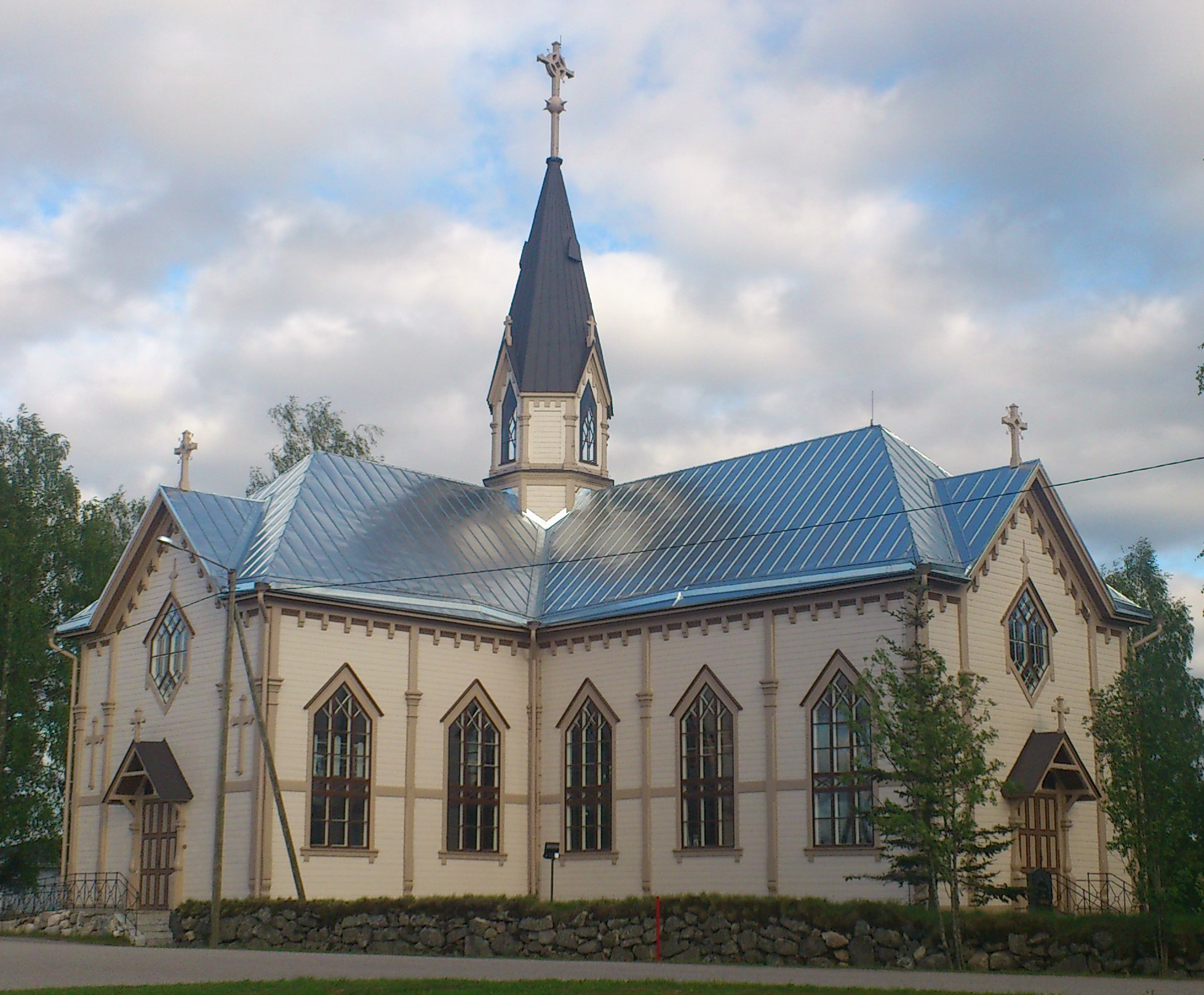
Église de Reisjärvi